# Jonastal

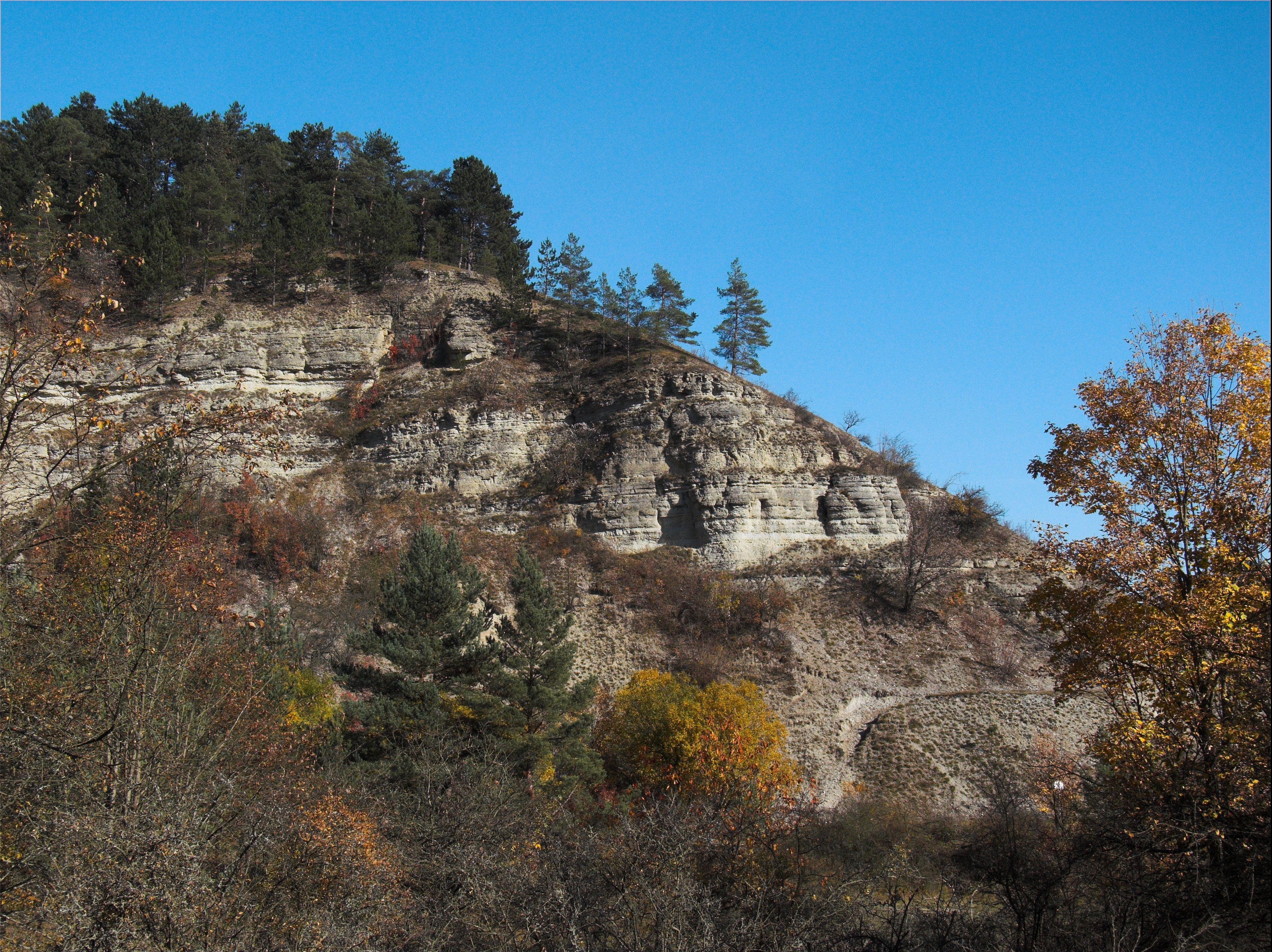
Falaises du Trias moyen à Jonastal

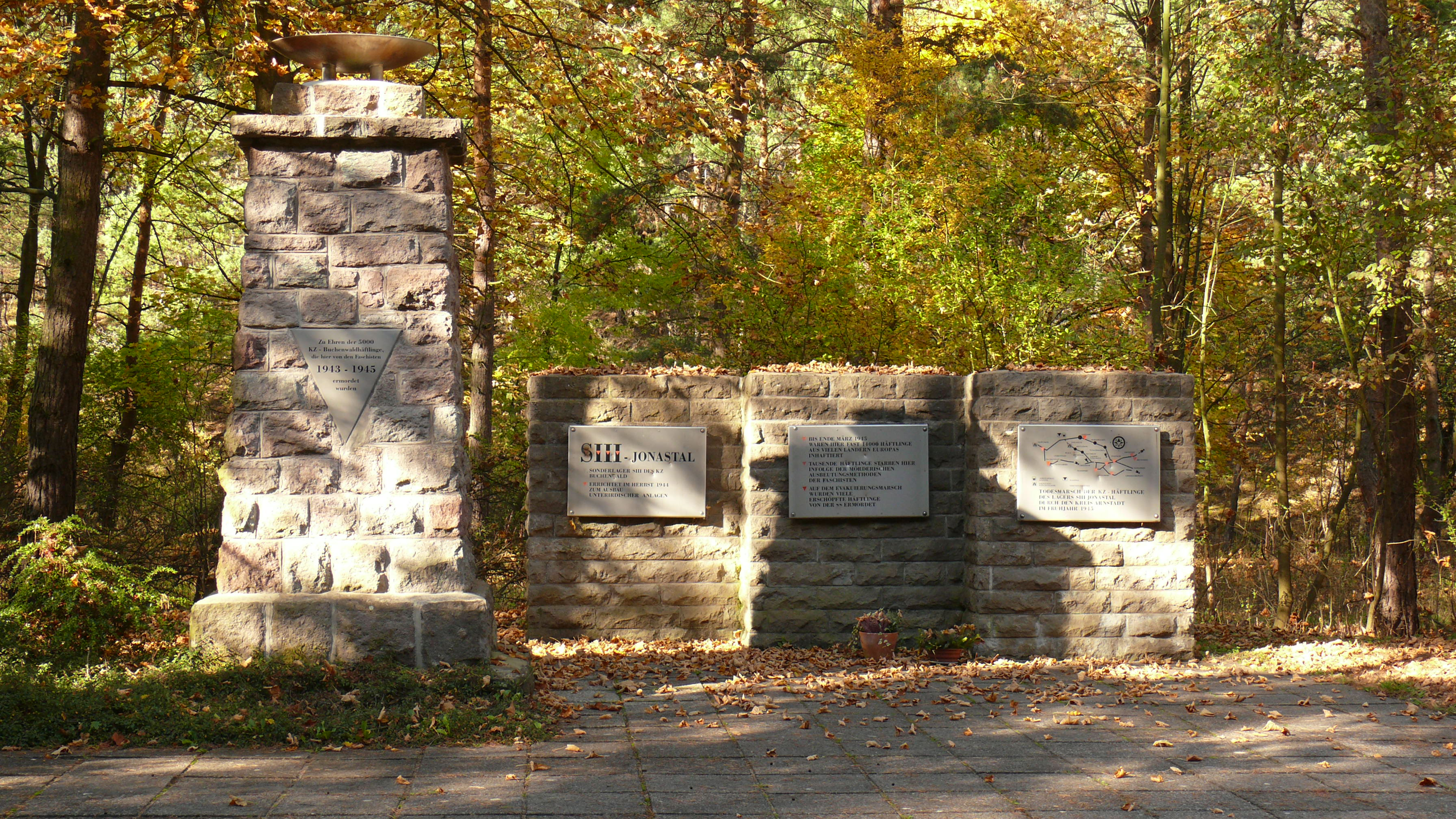
Mémorial aux victimes du national-socialisme à Jonastal

Jonastal est une région protégée d'Allemagne formée au Trias moyen se situant dans le Bassin de Thuringe.

## Histoire
La région est réputée pour avoir servi à des essais pour la bombe atomique de l'Allemagne nazie.